# Vidle
Vidle jsou zemědělský nástroj. Skládají se z násady, na níž je nasazena pracovní část s několika (třemi nebo více) obvykle ocelovými hroty.

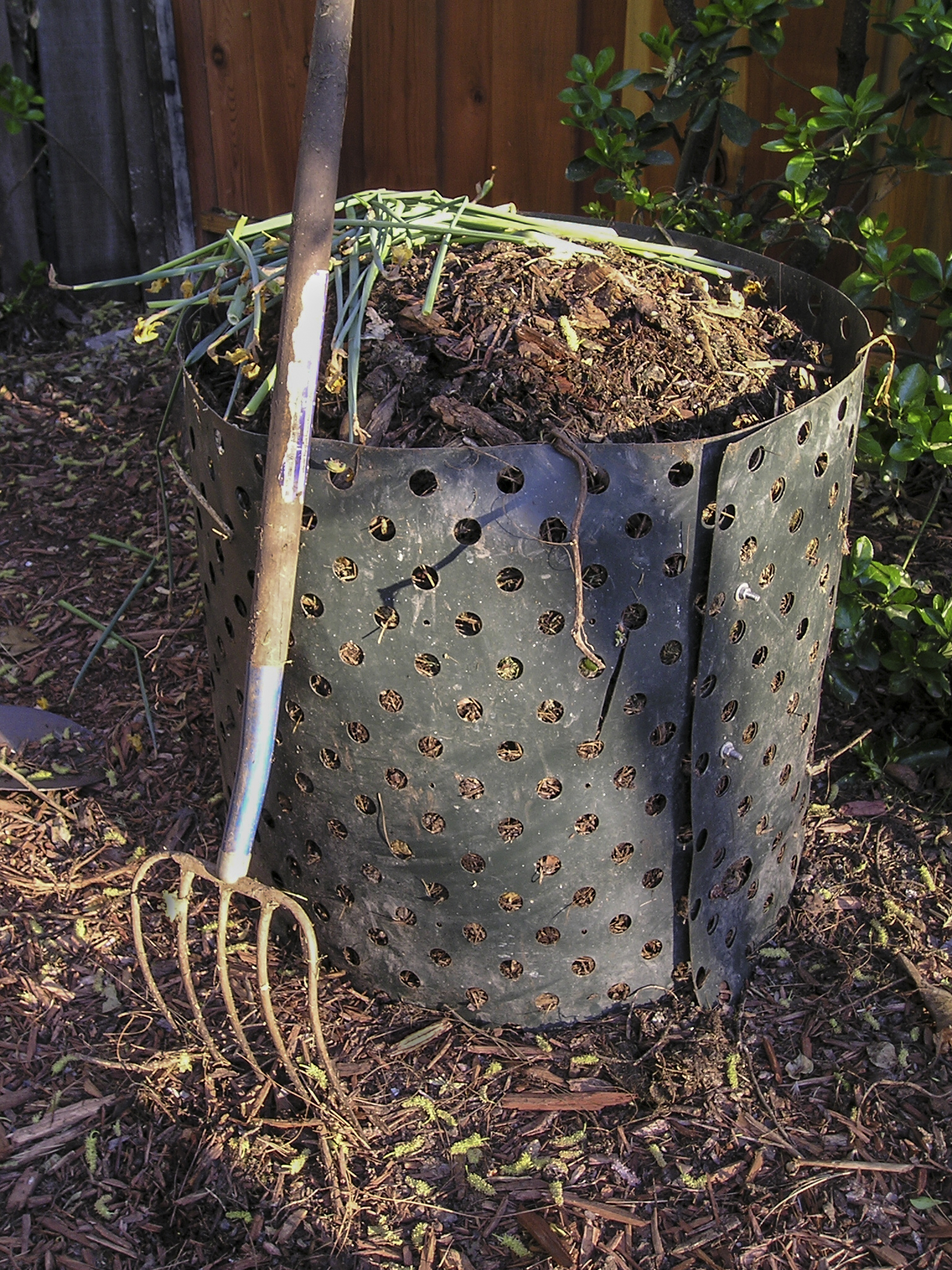
Vidle na brambory

## Druhy
- Vidle (klasické) – pro manipulaci s hnojem a chlévsklou mrvou, krátovlákené materiály, např. listí. Nejčastěji čtyři hroty. V minulosti nejužívanější druh vidlí.
- Podávky (podávací vidle) – pro manipulaci se senem a slámou. Bývají opatřeny tenčími ostrými hroty v menším počtu (povětšinou tří, snadnější napichování a snímání dlouhovlákeného materiálu). Mohou být poměrně široké s velmi dlouhou násadu (cca 3m), sloužící ke stohování na „fůru“ nebo „patro“, kde z nich pomocník odebírá a urovnává.
- Rycí vidle – používají se stejně jako rýč. Proti rýči se snáze zapichují do půdy. Zde hroty bývají celkově masivnější a mívají plochý tvar.
- Vidle na štěrk – používají se podobně jako lopata. Díky hrotům jimi lze štěrk nabírat snáze než lopatou. Dají se také používat na oddělování štěrku od zeminy, která mezerami ve vidlích propadne. Bývají masivnější a bývají opatřeny větším počtem silnějších hrotů. Podobné jsou vidle na brambory, ty mají navíc zakulacené hroty, aby brambory nepoškodily.
- Zvláštním druhem vidlí je nástroj zvaný kopáč, což je nástroj podobný běžným vidlím resp. podávkám, který má hroty v polovině délky zahnuté o 90 stupňů. Jedná se o kombinaci vidlí a motyky. Nástroj slouží jednak k mechanickému posunu sena či slámy, dále také k uvolňování slehlé či udusané slámy a sena apod.
- Výtřasky – dvourohé dřevěné vidle.[1]